# Bajt Hanun
Bajt Hanun (arab. ‏بيت حانون‎, hebr. ‏בית חאנון‎) – miasto w Palestynie, w muhafazie Gaza Północna.

## Położenie
Miasto jest położone w północno-wschodniej części Strefy Gazy, w odległości 5 km na północny wschód od miasta Gaza. Na północ i wschód od miasta przebiega granica z Izraelem. Na północ od miasta jest przejście graniczne Erez.
W otoczeniu miasta Bajt Hanun znajdują się: miasta Dżabalija i Bajt Lahija oraz wioski Izbat Bajt Hanun i Al-Karaja al-Badawija al-Maslach. Po stronie izraelskiej jest miasto Sederot, moszaw Netiw ha-Asara oraz kibuce Erez, Nir Am i Mefallesim.

## Demografia
Według danych PCBS na 2016 rok w Bajt Hanun zamieszkiwały 53 094 osoby.

## Historia
Według lokalnej legendy Bajt Hanun było stolicą filistyńskiego króla Hanuna, który w VIII wieku p.n.e. walczył z Asyrią.
Na samym początku I wojny izraelsko-arabskiej w maju 1948 miejscowość zajęły wojska egipskie. Podczas operacji Jo’aw w nocy z 15 na 16 października Izraelczycy wbili się klinem w egipskie linie rozpoczynając bitwę o Bajt Hanun. Izraelczycy wycofali się z zajętego obszaru dopiero na początku 1949, po zawarciu zawieszenia broni z Egiptem.
Od października 2023 Bajt Hanun było celem wielokrotnych bombardowań ze strony wojsk izraelskich podczas trwającej wojny w Strefie Gazy. Miejscowość została całkowicie zdewastowana.